# Христос Николау
Христос Николау (на гръцки: Χρήστος Νικολάου), по известен като Такис ефенди (Τάκης Εφέντης), е македонски грък, офицер от османската армия, деец на Гръцката въоръжена пропаганда в Македония в Сярско.

## Биография
Такис Николау е роден в 1878 година в македонския град Сяр, който тогава е в Османската империя. Член е на Македонската Филики етерия и на серския силогос „Орфей“. По време на периода на така наречената Македонска борба е агент от II ред на гръцкото консулство. Става ръководител на отдел в османската жандармерия. Чрез него силогосът и консулството получават достъп до документите на османската полиция, научават кои са османските шпиони и могат да следят движението на османските сили, за да могат да избягват всякакви сблъсъци с тях. Николау наума голяма къща в Сяр, която превръща в склад за оръжие.
След като Сяр попада в Гърция в 1913 година е служител на общината.
Умира на 2 юли 1953 година. Името „Такис Ефендис“ носи улица в Сяр.